# Слудка Немская
Слудка Немская (до 2023 года — Слудка) — деревня в составе Немского района Кировской области. 

## География
Находится на расстоянии примерно 8 километров по прямой на восток-северо-восток от районного центра поселка Нема.

## История
Деревня известна с 1722 года, когда ней (тогдашнем починке Слутки) учтено было 11 жителей мужского пола, в 1764 году проживало 66 человек. В 1873 году учтено дворов 20 и жителей 120, в 1905 27 и 163, в 1926 46 и 204, в 1950 56 и 142 соответственно, в 1989 64 жителя. В 1892 году построили Покровскую единоверческую церковь, и деревня некоторое время называлось селом Слудским. В 1926 году учитывалась снова деревней. До 2021 года входила в Немское сельское поселение Немского района, являясь его центром, ныне непосредственно в составе Немского района.
29 июня 2023 года деревня Слудка была переименована в Слудку Немскую.

## Население
Постоянное население  составляло 399 человек (русские 99%) в 2002 году, 220 в 2010.